# Good Roads Movement

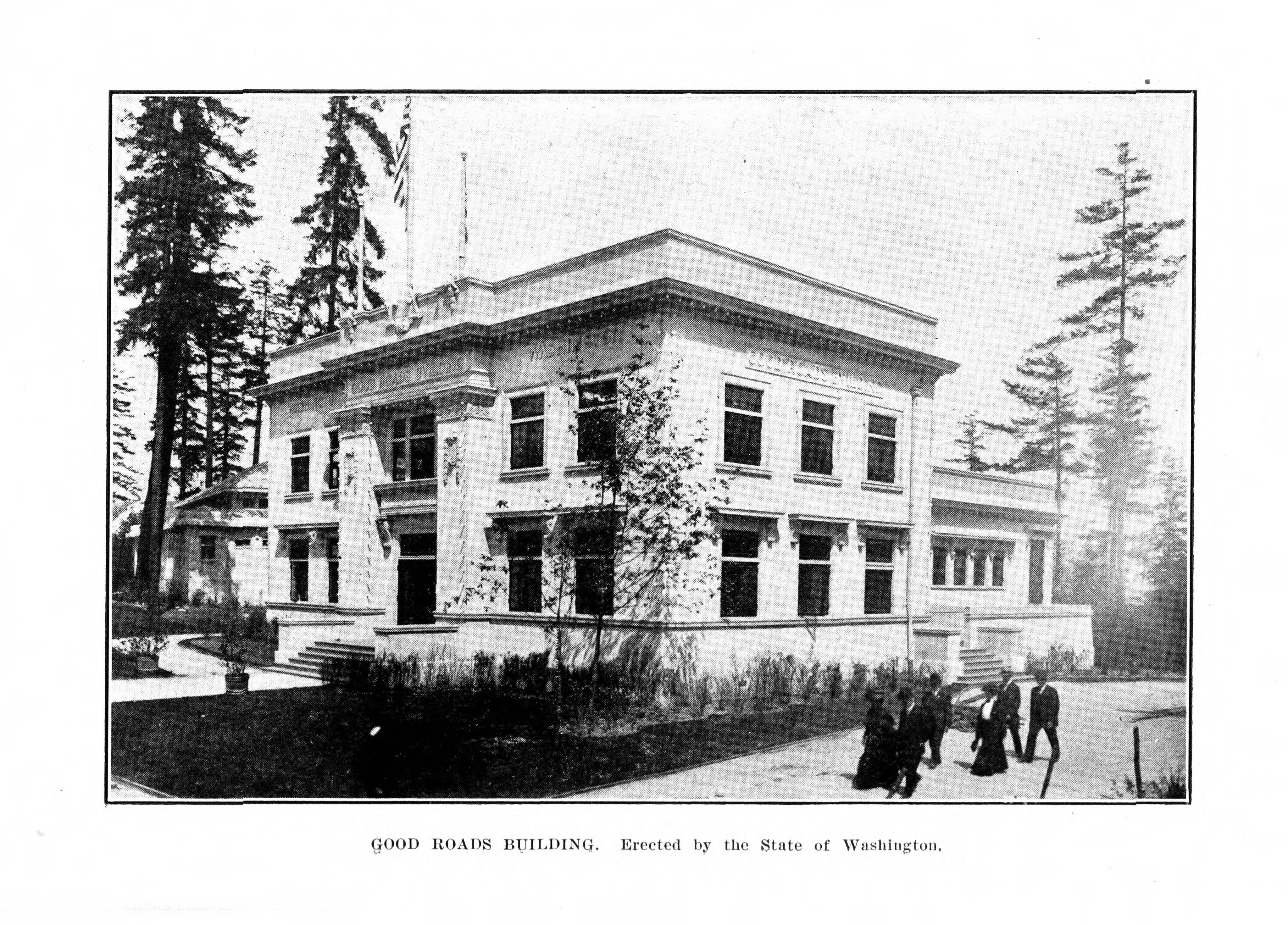
Good Roads Building bei Alaska–Yukon–Pacific Exposition von 1909

Das Good Roads Movement war eine ländliche Bewegung der Progressive Era in den Vereinigten Staaten zwischen den späten 1870er und den 1920er Jahren. Die Bewegung begann als Koalition zwischen Bauernorganisationen und Radfahrerorganisationen wie der League of American Wheelmen. Befürworter verbesserter Straßen verwandelten die lokale Agitation in eine nationale politische Bewegung. Das Ziel waren staatliche und bundesstaatliche Ausgaben zur Verbesserung der Landstraßen. 1910 schlossen sich Automobillobbys wie die American Automobile Association der Kampagne an, die von der National Good Roads Association koordiniert wurde.
Außerhalb der Städte waren die Straßen Schmutz oder Kies; Schlamm im Winter und Staub im Sommer. Die Reise war langsam und teuer. Frühe Organisatoren zitierten Europa, wo der Straßenbau und die Instandhaltung von nationalen und lokalen Regierungen unterstützt wurden. In den frühen Jahren war das Hauptziel der Bewegung, die Bildung für den Straßenbau in ländlichen Gebieten zwischen den Städten und die Unterstützung der ländlichen Bevölkerung, die sozialen und wirtschaftlichen Vorteile von Städten zu erlangen, in denen die Bürger von Eisenbahnen, Trolleys und gepflasterten Straßen profitierten. Noch mehr als herkömmliche Fahrzeuge könnten die neu erfundenen Fahrräder von guten Landstraßen profitieren.

## Geschichte

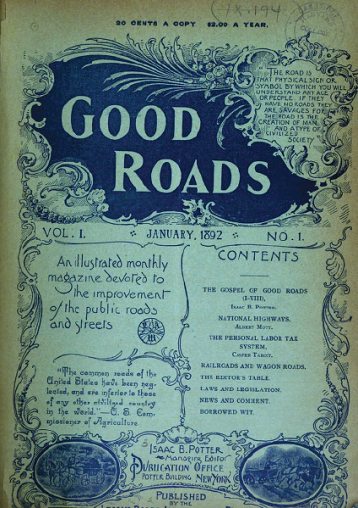
Good Roads Magazin war ein früher Verfechter von Straßenverbesserungen.

### 19. Jahrhundert
Das Good Roads Movement wurde offiziell im Mai 1880 gegründet, als sich Fahrradliebhaber, Reitclubs und Hersteller in Newport, Rhode Island, trafen, um die League of American Wheelmen zu gründen, um die aufkeimende Nutzung von Fahrrädern zu unterstützen und ihre Interessen vor legislativer Diskriminierung zu schützen. Die Liga wurde schnell national und begann 1892 mit der Veröffentlichung des Magazins Good Roads. In drei Jahren erreichte die Auflage eine Million. Die Befürworter der frühen Bewegung holten die Hilfe von Journalisten, Landwirten, Politikern und Ingenieuren bei dem Projekt zur Verbesserung der Straßen der Nation in Anspruch, aber die Bewegung nahm ab, als sie von Radfahrern angenommen wurde.
Gruppen im ganzen Land hielten Straßenkonventionen und öffentliche Demonstrationen ab, veröffentlichten Material über die Vorteile guter Straßen und bemühten sich, die Gesetzgeber auf lokaler, staatlicher und nationaler Ebene zu beeinflussen. Die Unterstützung der Kandidaten wurde oft zu entscheidenden Faktoren bei Wahlen. Die Liga befürwortete nicht nur Straßenverbesserungen für Radfahrer, sondern drängte die Idee auch Landwirten auf und ländlichen Gemeinden und veröffentlichte Literatur wie die berühmte Broschüre The Gospel of Good Roads.
Ein wichtiger Akteur war das Postamt der Vereinigten Staaten. Nachdem eine Verpflichtung zur kostenlosen Zustellung der Post im ländlichen Raum eingegangen war, musste die Post bestimmen, welche lokalen Straßen geeignet waren und welche nicht. Bauern, die auf offiziell unbrauchbaren Straßen leben, hatten jetzt die Motivation, sie aufzurüsten.
New Jersey war der erste Staat, der ein Gesetz verabschiedete, das es vorsah, dass ein Staat an Straßenbauprojekten teilnehmen kann. Im Jahr 1893 leitete das Landwirtschaftsministerium der USA eine systematische Bewertung bestehender Autobahnsysteme ein. Im selben Jahr produzierte Charles Duryea das erste amerikanische Benzinfahrzeug und die ländliche kostenlose Lieferung begann. Bis Juni 1894 „hatten viele der Eisenbahnunternehmen Zugeständnisse beim Transport von Straßenmaterialien gemacht, die von der Hälfte bis zum freien Transport reichten“.

### 20. Jahrhundert

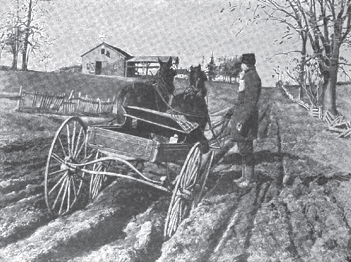
Interessenvertretungsbemühungen konzentrierten sich häufig auf die Notlage der Landwirte – Illinois, 1903

Um die Wende des 20. Jahrhunderts begann das Interesse am Fahrrad angesichts des zunehmenden Interesses an Autos zu schwinden. Anschließend übernahmen andere Gruppen die Führung in der Straßenlobby. Als das Automobil entwickelt wurde und an Dynamik gewann, entwickelten Organisationen länderübergreifende Projekte wie den von Küste zu Küste Ost-West Lincoln Highway im Jahr 1913, angeführt von Autoteilen und Autorennmagnaten Carl G. Fisher, und später seinen Nord-Süd Dixie Highway im Jahr 1915, der sich von Kanada nach Miami, Florida, erstreckte.

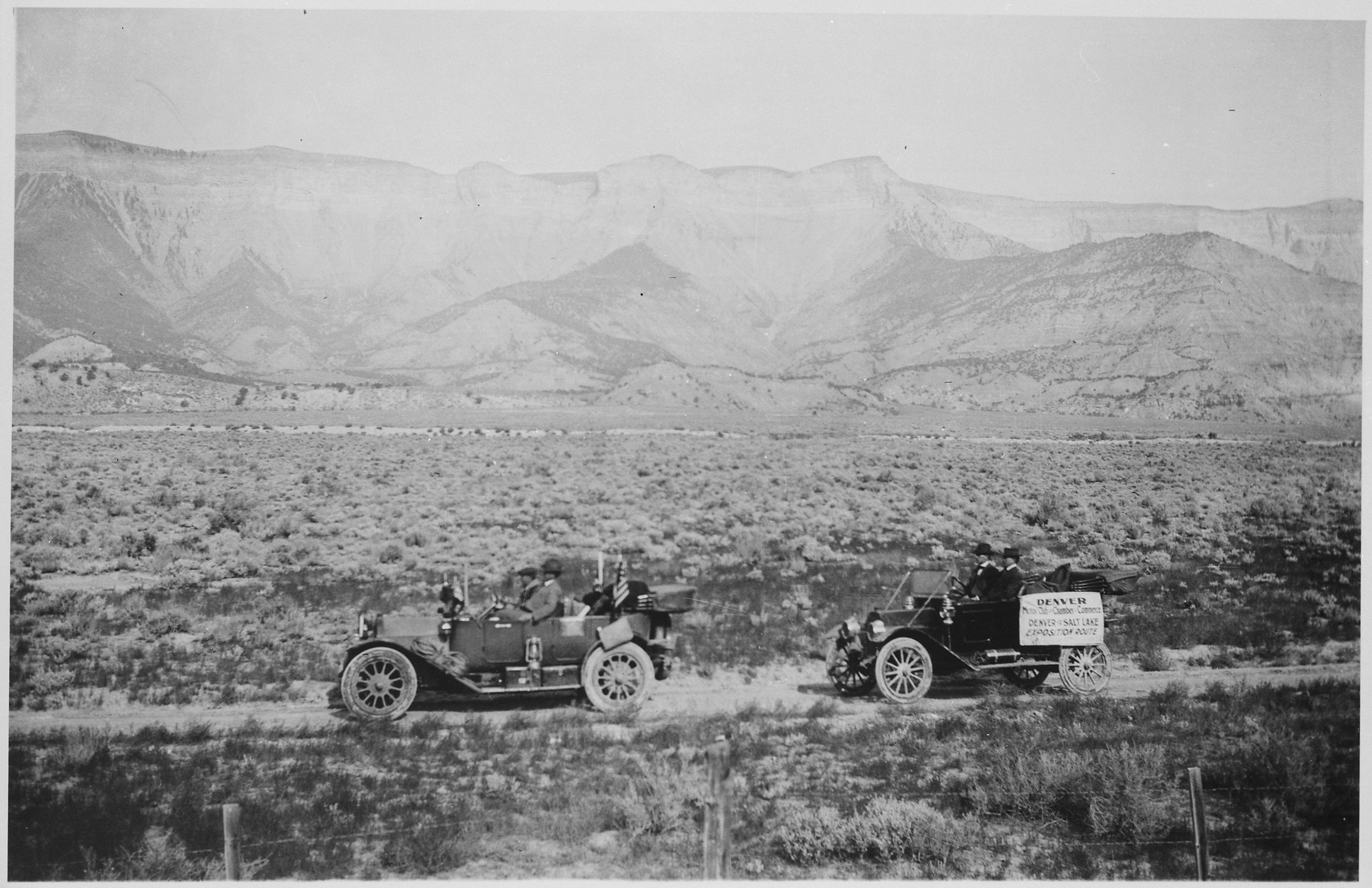
Ein AAA Good Roads-Beamter passiert das einzige Straßenschild auf seiner transkontinentalen Autoreise – Glendive, Montana, 1912

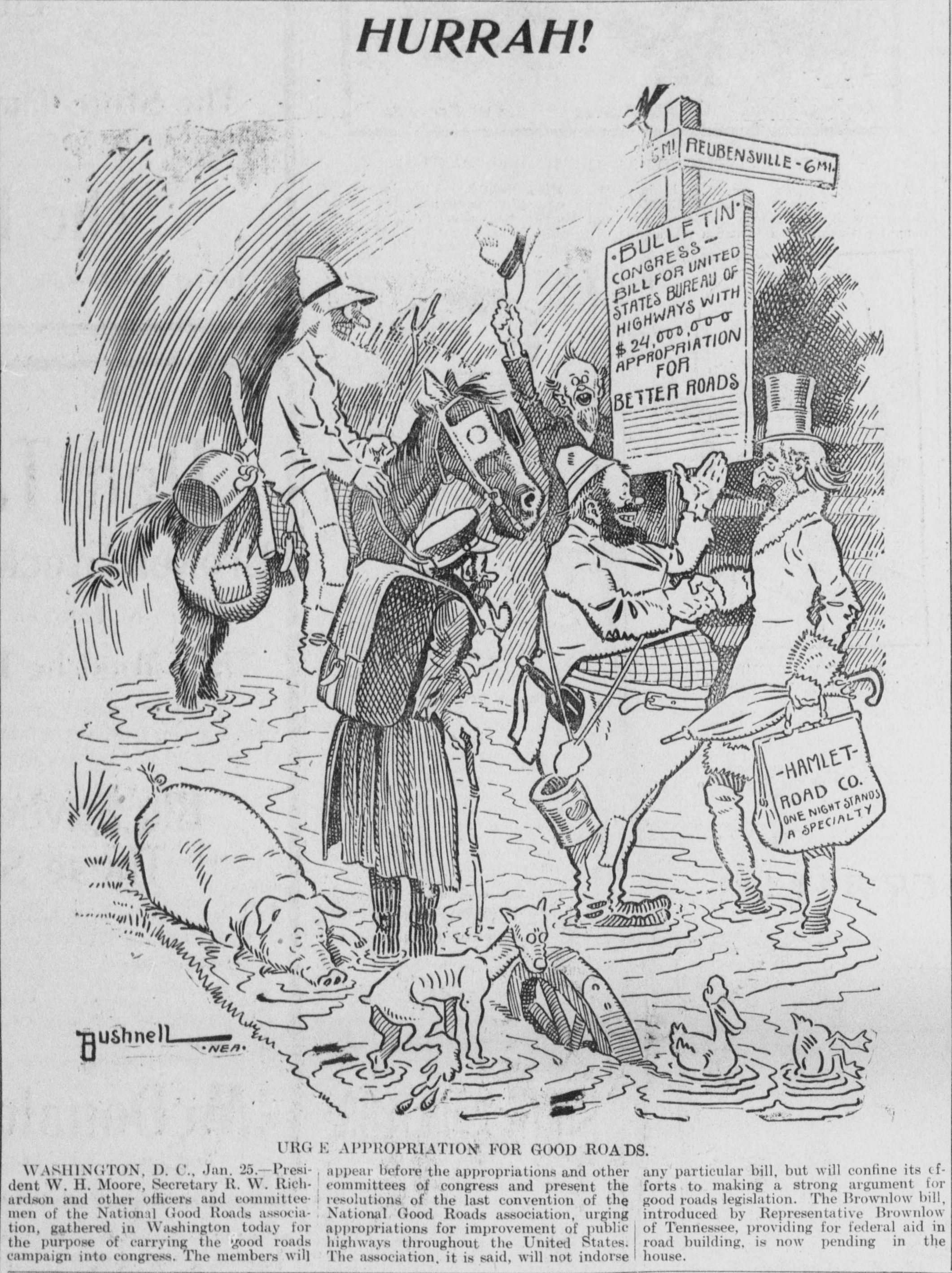
1904 redaktioneller Cartoon von E. A. Bushnell drängt darauf, dass Mittel für die Ziele der Good Roads Movement bereitgestellt werden

Die Bewegung gewann nationale Bekanntheit, als Präsident Woodrow Wilson am 11. Juli 1916 den Federal Aid Road Act von 1916 unterzeichnete. In diesem Jahr fusionierten die Buffalo Steam Roller Company aus Buffalo, New York, und die Kelly-Springfield Company aus Springfield, Ohio, zur Buffalo-Springfield Company, die zum Marktführer in der amerikanischen Verdichtungsindustrie wurde. Buffalo-Springfield ermöglichte es Amerika, eine wirklich nationale Autobahnbaukampagne zu starten, die bis in die 1920er Jahre fortgesetzt wurde.
Horatio Earle ist als "Vater der guten Straßen" bekannt. Zitat aus Earles Autobiographie von 1929: "Ich höre heutzutage oft, dass das Automobil gute Straßen angestiftet hat; dass das Auto der Elternteil guter Straßen ist. Nun, die Wahrheit ist, dass das Fahrrad der Vater der guten Straßenbewegung in diesem Land ist." "Die Liga kämpfte für das Privileg, Radwege entlang der Seite der öffentlichen Autobahnen zu bauen". "Die Liga kämpfte für die gleichen Privilegien mit Pferdefahrzeugen. Alle diese Schlachten wurden gewonnen und dem Radfahrer wurden die gleichen Rechte wie andere Nutzer von Autobahnen und Straßen eingeräumt."

## Staatliche Good-Roads-Verbände
Das 1920er Verzeichnis der amerikanischen Landwirtschaftsorganisationen listet die folgenden staatlichen Organisationen als mit der Good Roads Movement verbunden auf:
- Alabama Good Roads Association
- Arizona Good Roads Association
- Central Florida Highway Association
- Good Roads Association of Wisconsin
- Illinois Association for Highway Improvement
- Kansas Good Roads Association
- Massachusetts Highway Association
- Michigan Pikes Association
- Michigan State Good Roads Association
- Montana Good Roads Congress
- Montana Highway Improvement Association
- Nebraska Good Roads Association
- Nevada Highway Association
- New Hampshire Good Roads Association
- New York Road Association
- North Carolina Good Roads Association
- Ohio Good Roads Federation
- Southeastern Idaho Good Roads Association
- Virginia Good Roads Association
- Washington State Good Roads Association
- Wilmington-Charlotte-Asheville Highway Association
- Wisconsin Highway Commissioners’ Association
- Wyoming Good Roads Association